# Orszelina

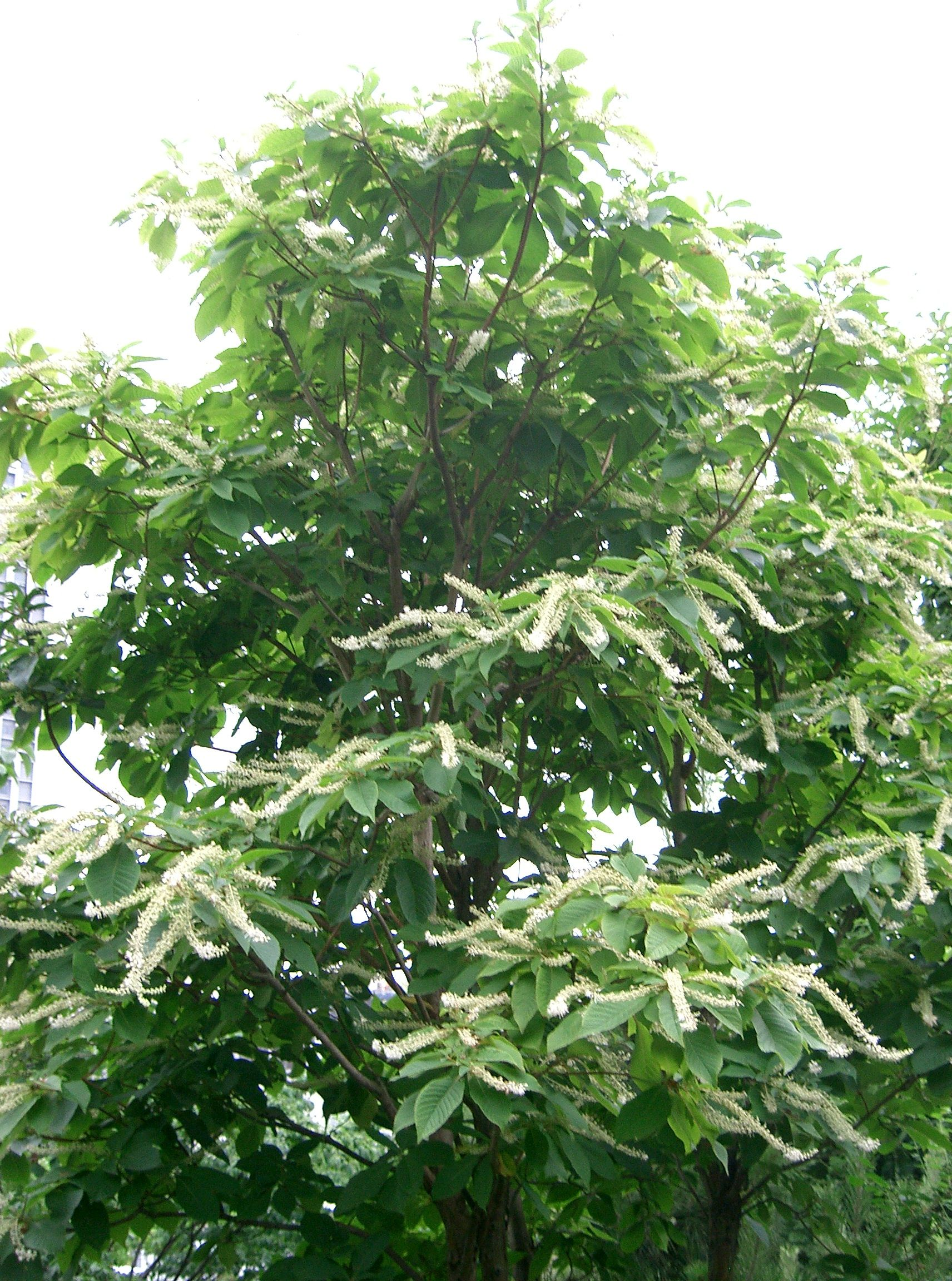
Clethra barbinervis

Orszelina (Clethra) – rodzaj krzewów i niskich drzew z rodziny orszelinowatych. Należy do niego 81 gatunków. Rośliny te występują we wschodniej i południowej części Ameryki Północnej, w Ameryce Środkowej, w północnej części Ameryki Południowej, we wschodniej i południowo-wschodniej Azji oraz na Maderze (jeden gatunek – orszelina drzewiasta C. arborea). Rosną w lasach, na skalistych zboczach i na terenach bagnistych. C. arborea występuje w lasach wawrzynolistnych. Kwiaty są zwykle wonne i zapylane są przez owady.
Liście występującej w Chinach orszeliny szarej Clethra barbinervis są tam jadane. Uprawiane jako ozdobne są głównie dwa gatunki ze względu na wonne kwiaty – orszelina olcholistna C. alnifolia i orszelina drzewiasta C. arborea. W warunkach Europy Środkowej możliwa jest uprawa w gruncie w zasadzie tylko orszeliny olcholistnej, ze względu na dostateczną mrozoodporność tej rośliny, ale i ona jest rzadko spotykana nawet w kolekcjach botanicznych.

## Morfologia
PokrójKrzewy i drzewa osiągające do 11 m wysokości, zrzucające liście lub zimozielone. Różne części roślin pokryte są w różnym stopniu włoskami gwiazdkowatymi, często wymieszanymi z włoskami pojedynczymi, czasem z szarym lub białawym kutnerem. Nierzadko tworzą odrośla korzeniowe.
LiścieSkrętoległe, nierzadko przy tym jednak skupione w pozorne okółki przy końcach pędów. Pojedyncze, krótkoogonkowe, bez przylistków, o blaszce zwykle mocno wydłużonej, u nasady klinowatej, na wierzchołku zaostrzonej, o brzegach ząbkowanych lub piłkowanych, rzadko całobrzegie, czasem podwinięte. Od spodu z wyraźną żyłką centralną, zwykle owłosione. Użyłkowanie pierzaste.
KwiatyZebrane w szczytowe grona, zwykle wąskie i wielokwiatowe, rzadko kwiaty nieliczne i pojedyncze, czasem z kwiatostanami w formie baldachogrona lub wiechy – zwykle jednak nawet wówczas z krótkimi rozgałęzieniami i tylko u nasady kwiatostanu. Kwiaty są zwykle promieniste i obupłciowe. Szypułki kwiatowe są członowane tuż pod kielichem. Działek i płatków jest po 5, rzadko po 6. Zrośnięte są tylko u nasady. Działki są trwałe. Płatki białe lub lekko zaróżowione. Pręcików 10 (rzadko 12) w dwóch okółkach po 5. Pylniki zwykle są czarne i otwierają się porami. Słupek pojedynczy, powstający z trzech owocolistków, z zalążnią górną, trójkomorową, kulistawą. Pojedyncza szyjka słupka zwieńczona jest trójłatkowym znamieniem.
OwoceTorebki kulistawe, wsparte trwałymi działkami kielicha, zawierające liczne, spłaszczone, drobne i zwykle oskrzydlone nasiona.

## Systematyka
Pozycja systematyczna
Rodzaj z rodziny orszelinowatych, do niedawna jeszcze zwykle przedstawianej jako takson monotypowy, ale po badaniach molekularnych dowiedziono bliskiego pokrewieństwa orszeliny z rodzajem Purdiaea, dawniej umieszczanym w rodzinie zwichrotowatych Cyrillaceae i rodzaj ten jako siostrzany dla orszeliny włączany jest do tej samej rodziny.
Wykaz gatunków
- Clethra acuminata Michx. – orszelina zaostrzona
- Clethra alcoceri Greenm.
- Clethra alexandri Griseb.
- Clethra alnifolia L. – orszelina olcholistna, o. zwyczajna
- Clethra arborea Aiton – orszelina drzewiasta, o. zimozielona
- Clethra arfakana Sleumer
- Clethra barbinervis Siebold & Zucc. – orszelina szara
- Clethra bodinieri H.Lév.
- Clethra canescens Reinw. ex Blume
- Clethra cardenasii Sleumer
- Clethra castaneifolia Meisn.
- Clethra chiapensis L.M.González
- Clethra concordia D.A.Neill, H.Beltrán & Quizhpe
- Clethra consimilis Sleumer
- Clethra conzattiana L.M.González
- Clethra costaricensis Britton
- Clethra crispa Gust.
- Clethra cubensis A.Rich.
- Clethra cuneata Rusby
- Clethra delavayi Franch. – orszelina kłosowata
- Clethra elongata Rusby
- Clethra fabri Hance
- Clethra fagifolia Kunth
- Clethra fargesii Franch.
- Clethra ferruginea (Ruiz & Pav.) Link ex Spreng.
- Clethra fimbriata Kunth
- Clethra formosa E.Alfaro & J.F.Morales
- Clethra fragrans L.M.González & R.Delgad.
- Clethra galeottiana Briq.
- Clethra gelida Standl.
- Clethra guyanensis Klotzsch ex Meisn.
- Clethra hartwegii Britton
- Clethra hendersonii Sleumer
- Clethra hirsutovillosa S.Valencia & Cruz Durán
- Clethra hondurensis Britton
- Clethra javanica Turcz.
- Clethra kaipoensis H.Lév.
- Clethra kebarensis Sleumer
- Clethra lanata M.Martens & Galeotti
- Clethra licanioides Standl. & Steyerm.
- Clethra longispicata J.J.Sm.
- Clethra luzmariae L.M.González
- Clethra macrophylla M.Martens & Galeotti
- Clethra mexicana DC.
- Clethra oaxacana C.W.Ham.
- Clethra obovata (Ruiz & Pav.) G.Don
- Clethra occidentalis (L.) Kuntze
- Clethra oleoides L.O.Williams
- Clethra ovalifolia Turcz.
- Clethra pachecoana Standl. & Steyerm.
- Clethra pachyphylla Merr.
- Clethra papuana J.J.Sm.
- Clethra parallelinervia Gust.
- Clethra × parvifolia Lundell
- Clethra pedicellaris Turcz.
- Clethra peruviana Szyszyl.
- Clethra petelotii Dop & Troch.-Marq.
- Clethra poilanei Gagnep. ex Dop
- Clethra pringlei S.Watson
- Clethra pulgarensis Elmer
- Clethra purpusii L.M.González
- Clethra pyrogena Sleumer
- Clethra repanda Turcz.
- Clethra retivenia Sleumer
- Clethra revoluta (Ruiz & Pav.) Spreng.
- Clethra rosei Britton
- Clethra rugosa Steyerm.
- Clethra scabra Pers.
- Clethra secazu J.F.Morales
- Clethra skutchii Standl. & Steyerm.
- Clethra sleumeriana K.S.Hao
- Clethra suaveolens Turcz.
- Clethra sumatrana J.J.Sm.
- Clethra sumbawaensis Sleumer
- Clethra symingtonii Sleumer
- Clethra talamancana C.W.Ham.
- Clethra tomentella Rolfe ex Dunn
- Clethra tomentosa Lam. – orszelina kutnerowata
- Clethra tutensis C.W.Ham.
- Clethra tuxtlensis L.M.González
- Clethra uleana Sleumer
- Clethra vicentina Standl.